# Calodexia aldrichi
Calodexia aldrichi là một loài ruồi trong họ Tachinidae.